# 8020 Erzgebirge
8020 Erzgebirge (1990 TV13) là một tiểu hành tinh vành đai chính được phát hiện ngày 14 tháng 10 năm 1990 bởi F. Borngen và L. D. Schmadel ở Tautenburg.